# Kraichtal
Kraichtal è un comune (città) tedesco di 14 900 abitanti, situato nel land del Baden-Württemberg.
Rimane incastonata nel Kraichgau occidentale, immersa in un paesaggio collinare tra la Foresta Nera, la foresta di Odenwald e il fiume Neckar. Kraichtal, letteralmente Valle del Kraich, prende il nome dal fiume Kraich, che scorre attraverso la città, per andare poi a gettarsi nel Reno.